# 川滇花楸
川滇花楸（学名：Sorbus vilmorinii）是蔷薇科花楸属的植物，是中国的特有植物。分布于中国大陆的四川、云南等地，生长于海拔2,800米至4,400米的地区，一般生长在山地丛林、草坡及林缘，目前尚未由人工引种栽培。